# Asediul (film)
Asediul este un film românesc din 1971 regizat de Mircea Mureșan. Rolurile principale au fost interpretate de actorii Ilarion Ciobanu, Sandu Sticlaru și Sebastian Papaiani. Este o ecranizare a romanului Puterea (1964) al lui Corneliu Leu.

## Distribuție
Distribuția filmului este alcătuită din:
- Ilarion Ciobanu — Gavrilă Drăgan, fost muncitor portuar, activist comunist din ilegalitate, noul prefect al județului Constanța
- Sandu Sticlaru — Țebe, activist comunist
- Sebastian Papaiani — Chiru, activist comunist
- Mihaela Mihai — Vica, secretara prefectului
- Ion Besoiu — mr. Mitică Voinea, criminal de război, executantul acțiunii anticomuniste
- George Aurelian — Tanașoca, președintele organizației județene a PNL
- Valeria Seciu — femeia necunoscută care-i cere o audiență tov. Drăgan
- Ioana Casetti — Nina, centralista prefecturii
- Octavian Cotescu — Trifu, ziarist în presa comunistă
- Mihai Mereuță — nea Tase, activist comunist
- Geo Saizescu — Costică („Catul”) Georgescu, ziarist la publicația independentă Semnalul
- Iulian Necșulescu — Alexe, prim-secretarul Comitetului Județean Constanța al PCR
- Ștefan Mihăilescu-Brăila — ing. Segărcescu, directorul Șantierului Naval Constanța (menționat S. Mihăilescu-Brăila)
- Dan Nuțu — Valer Mardare, muncitor portuar, tânăr folosit de ing. Segărcescu ca agent de legătură cu mr. Voinea
- Dumitru Rucăreanu — Stan, agent al Siguranței implicat în acțiunea mr. Voinea
- Gheorghe Naghi — agent al Siguranței implicat în acțiunea mr. Voinea
- Costin Prișcoveanu
- Vasile Boghiță — agent al Siguranței implicat în acțiunea mr. Voinea
- Nicolae Praida — Dinu, militar marinar, activist comunist
- Dumitru Ghiuzelea
- Petru Petrache
- Jean Constantin — bișnițarul brunet
- Gelu Manolache
- Ion Pascu
- Alexandru Alger
- Mircea Balaban — un politician reacționar
- Ion Puican
- George Demetru — col. Atanasie Răducanu, ofițerul reacționar numit în funcția de prefect
- Gheorghe Novac
- Alexandru Vasiliu
- Ion Manolescu
- Andrei Bursaci
- Petre Gheorghiu-Goe — agent al Siguranței implicat în acțiunea mr. Voinea
- Mariana Cerconi
- Constantin Cîrneci
- Ion Doruțiu
- Dumitru Crăciun — activist comunist (nemenționat)

## Primire
Filmul a fost vizionat de 1.598.871 de spectatori în cinematografele din România, după cum atestă o situație a numărului de spectatori înregistrat de filmele românești de la data premierei și până la data de 31 decembrie 2014 alcătuită de Centrul Național al Cinematografiei.